# Théorème japonais
Ne doit pas être confondu avec Théorème japonais de Carnot.
| |  |
| Dans les deux figures, la somme des rayons des cercles verts et celle des rayons des cercles rouges sont égales. |  |

En géométrie, le théorème japonais dit que quelle que soit la manière dont on triangule un polygone inscriptible, la somme des rayons des cercles inscrits dans ces triangles est constante ,.

## Propriétés mathématiques
La réciproque du théorème est vraie : si la somme des rayons des cercles inscrits est constante quelle que soit la triangulation, alors le polygone est inscriptible. Le théorème japonais découle du théorème japonais de Carnot.
Ce théorème est aussi une généralisation du théorème japonais pour les quadrilatères inscriptibles.
Ce théorème montre que les centres des cercles inscrits dans les triangles issus des deux triangulations possibles d'un quadrilatère inscriptible forment un rectangle.
Le cas des quadrilatères suffit à prouver le cas général. En effet, en triangulant un polygone inscriptible, on crée plusieurs quadrilatères inscriptibles, et après application du théorème concernant les quadrilatères, chaque "changement de diagonale" créera une autre possibilité de triangulation. On peut ainsi créer toutes les triangulations possibles tout en conservant la somme des rayons des cercles inscrits dans tous les triangles formés et a fortiori dans le polygone tout entier. D'où le théorème pour les polygones inscriptibles qui peut être considéré comme un corollaire du théorème japonais pour les quadrilatères inscriptibles.

## Histoire
Le nom de théorème japonais fait référence aux sangakus, ces figures géométriques illustrant une propriété mathématique et accrochées dans les temples japonais. D'après le professeur Yoshida de l'université de Kyoto, ce théorème est d'origine chinoise et porte, au Japon, le nom de théorème chinois. C'est le japonais Ryokan Maruyama qui en fait un Sangaku vers 1800. C'est ainsi que le théorème porte aussi le nom de théorème de Maruyama. Mais d'après le professeur Sato Naonobu de l'université d'Akita, il existe une preuve de ce théorème antérieure à 1800, œuvre du samouraï Shinpei Ito. Ce théorème est popularisé en Occident par Roger A. Johnson qui le nomme en 1929 théorème d'origine orientale, puis est nommé théorème japonais vers 1993.